# Ascogaster pinicola
Ascogaster pinicola är en stekelart som beskrevs av Charles Thomas Brues 1933. Ascogaster pinicola ingår i släktet Ascogaster och familjen bracksteklar. Inga underarter finns listade.